# Бгаґавад-Ґіта
Бгаґавад-ґіта (санскр. भगवद्गीता, досл. «Пісня Господа» [bʱʌgʌˌʋʌd̪ˈgiːt̪ɑː] ( прослухати)) — центральна частина Магабгарати. Цей текст є одним з фундаментальних творів індуїзму, який часто вважають «компендіумом усієї ведичної доктрини»
Бгаґавад-Ґіта розповідає історію Крішни, 8-ї аватари Вішну (ідентифікованої як прояв Брахмана), та Арджуни, принца-воїна, який сумнівається щодо битви, яка може призвести до загибелі членів його сім'ї, Кауравів, які перебувають у війську супротивника.

## Походження та вплив
Індійські вчені сходяться на думці, що текст був написаний між 5 і 2 століттями до н.е., або навіть у 1 столітті до н.е. Згідно з легендою вайшнавських груп, він датується 5000 роками, але на думку Анн-Марі Еснул, він не був написаний до 1 століття до н.е.5,
«Назва, яку їй часто дають, Бгаґавадґітопанішада, і схожість, яку вона має з формами Упанішади, призвела до питання, чи не була вона спочатку Упанішадою [...]. Текст, можливо, спочатку був коротшим; він не є однорідним і свідчить про різноманітні впливи».
Бгаґавад-Ґіта посідає важливе місце в індуїстській релігійній думці:
«За винятком певних шиваїтських кіл, усі брахманські релігійні течії прийняли її як священну книгу нарівні з Ведами та Упанішадами; вона була інтегрована в Одкровення (шруті), тоді як решта Махабхарати належить виключно до Переказу (смріті)».

## Контекст
Пандави (сини царя Панду) і Каурави, їхні двоюрідні брати, борються за владу. Обидва зібрали своїх союзників (всі, хто має значення на Індійському субконтиненті) неподалік від Хастінапури, дві величезні сили готові зіткнутися в битві за Курукшетру. Арджуна, один з п'яти Пандавів, на своїй бойовій колісниці; його візник — Крішна. Арджуна має подути в мушлю, щоб сповістити про початок битви. Але коли він бачить друзів і родичів на протилежному боці, його охоплює жах від думки, що багато його родичів, дядьків і двоюрідних братів загинуть у битві. Тоді він звернувся до Крішни, щоб висловити свою дилему, виконуючи свій обов'язок, очолюючи військо і вбиваючи при цьому членів своєї сім'ї та друзів, і попросити Його поради.

## Зміст і вчення

### Два основні шляхи
У Бгаґавад-Ґіті Крішна у вісімнадцяти розділах пояснює природу йоги, яка, на думку багатьох коментаторів, починаючи з Мадгусудани Сарасваті (нар. близько 1490 р.), поділяється на три послідовні частини, кожна з яких присвячена окремій формі йоги: карма-йозі, бгакті-йозі та джняна-йозі, які об'єднують у свідомості працю, відданість і духовне знання відповідно. Інші, особливо йоги бгакті, не зовсім згодні з такою класифікацією. У вісімнадцятому розділі Крішна також підкреслює, що людина повинна відмовитися від усіх форм дгарми і повністю віддатися Йому (18:60). Дуалістична двіта і пов'язані з нею ведантичні коментарі інтерпретують це як свідчення того, що бгакті є метою, в той час, як адвайта-коментарі недуалізму розглядають це більше як мотив джняни.
Отже, залежно від методу відречення, існують різні інтерпретації Гіти. Шлях джняни, який пропонує адвайта-орієнтоване тлумачення Гіти Аді Шанкари, був би занадто безособистісним для бгакті. З іншого боку, з погляду вчення про просвітлення, бгакті передбачає надмірну прив'язаність до зовнішніх форм, через які ніколи не можна досягти просвітлення. Бгакті, що розглядається таким чином, може означати страх перед просвітленням. Стан просвітлення (кайвалья), внутрішня ломка духовного світу, що приносить незалежність, за яку виступає і Крішна (в 3:18) і який Він навіть демонструє за допомогою універсальної форми (вірата-рупа, вірата-пуруша або вішварупа), насправді не розглядається бгакта як мета або передумова, бо чого варте просвітлення, якщо воно веде до нелюбовної відчуженості і відчуження від ближніх і світу, який, зрештою, також є (частиною) Його реальності.
Крішна закликає не лише до шляху всередину (садхана, духовна дисципліна), але й до конкретних праведних і відданих дій (дхарма і бгакті, відповідно) у зовнішньому світі. З усім тим, вайшнави розглядають концепцію гтма-ніведанам, спілкування з душею, самоспілкування з вчителем ззовні, як кінцеву мету звільнення в бгаґавата-дхармі, шляху відданого служіння. Арджуна навіть запитує Крішну щодо цього пункту суперечки про зречення чи дію (5:1). Крішна обирає шлях дії як найважливіший. Інший шлях можливий, але, на Його думку, важкий. Щоб примирити дві ведантичні позиції, можна було б додати до потрійного поділу четверту форму йоги, про яку йдеться в Гіті: дг'яна-йогу, йогу об'єднання свідомості через медитацію. Регулярно медитуючи (мантрами) над цими положеннями різних ведантичних коментарів, читач повинен знайти свій власний шлях.

### П'ять основних тем
Розмова Крішни включає наступні п'ять різних основних тем:
- Ішвара: Верховний Господь. Крішна обговорює Свою ідентичність; Його цілісність проти всіх живих істот, влади, богів і відданих, які всі належать до Його форми й вигляду.
- Джıва: індивідуальна душа. Крішна чітко розрізняє тлінне тіло і нетлінну душу (атма, дживатма) щодо Верховної Душі (параматма), з якою пов'язана кожна душа.
- Пракріті: матерія. Крішна описує ґуни, і те, якою мірою Він присутній у ній, як світло сонця і місяця та порядок зоряного неба; фактично, весь матеріальний світ є Його формою (вірат-рупа).
- Карма: дія. Крішна пояснює різні види праці й те, що вони означають стосовно Нього, ідею інтелекту, просвітлення (сура, «бог») або одержимості (асура, «демон»), а також самореалізації.
- Кала: час. У главі 13:4-7. Крішна ясно дає зрозуміти, що Він є знавцем поля у всіх сферах діяльності, діапазони всередині і зовні якого відрізняються один від одного в часі і повинні бути врівноважені так званими громадянськими чеснотами (так званими пурушартхами)[К 2]. Роблячи це, Він ототожнює Себе в Б.Ґ.. 7:8 з порядком місяця на небі, світлом сонця і самим Часом (природою). Він тричі повторює, що Він Сам є Час (Б.Ґ. 10:30,10:33, 11:32). Це велика таємниця, яку Він відкриває Арджуні в 11-му розділі, коли той повністю приголомшений виглядом Його гігантської трансцендентної форми.

### Карма й акарма
Крішна стверджує в Ґіті про дію заради самої дії, дію без прив'язки до результату (акарма, бгакті). Він розглядає три форми карми: праця, яка вимагає результату (карма), праця для Бога (акарма, тобто непраця) і протиправні дії (вікарма, злочин). При цьому він навіть перевертає речі: ті, хто працює, насправді не працюють на благо Бога, а ті, хто не працює, виконують справжню віддану (чернечу) роботу. Це те, що слід розуміти під розумністю. Він радить Арджуні більше не прив'язуватися до земних задоволень і відрази, сім'ї та друзів, але з незворушністю присвятити всі свої дії відданості (бгакті) Богові, який присутній у серці кожної живої істоти. Таким чином, цей класичний твір підкреслює вічно актуальну тему напруги, яка існує в кожній людині між служінням внутрішньому божеству у відреченості (бгакті-йога) і неминучими діями в зовнішньому світі (карма-марга).

## Український переклад
- Кантата Бхаґават Ґіта (галіс.)
- Бхагавадгіта / Переклад та примітки Миколи Ільницького. Передмова Галини Дідківської // «Всесвіт», 1981, 1991; «Апріорі», 2019.
- Бгаґавад-ґіта як вона є. / Переклад з санскриту та коментарi А. Ч. Бгактiведанта Свамi Прабгупада. Bhaktivedanta Book Trust, 2015. — 770 с.
- Бгаґавадґіта. «Ґіта-артха-санґрага» Ямуни / Переклад із санскриту, граматичний розбір, переднє слово й коментарі Д. В. Бурби. Київ: Інститут сходознавства ім. А. Ю. Кримського НАН України, 2021. — 640 с.
- Бгаґавадґіта / Переклад із санскриту, післямова та довідковий апарат Дмитра Бурби. Науковий редактор: Юрій Завгородній. Відповідальний редактор: Андрій Накорчевський. Харків: Фоліо, 2020. — 139 с.
- Бгаґавад-ґіта. Оберіг героя / Переклад із санскриту Олеся Чарівна (Ґаятрі). Видавництво Руслана Халікова, 2023. — 230 с.
- Бгаґавадґіта / Переклад із санскриту Тетяна Приходько, Вікторія Швець, Євгенія Шевчук, Олександра Божинська та коментарі Абгінаваґупти Ґіта-артха-санґраха.[6]
- Бгаґавад-Ґіта. Перлина мудрості сходу. / Переклад ??? та коментарі Шріли Бгакті Ракшака Шрідгара Махараджа.